# کاتالین توشاک
کاتالین توشاک (انگلیسی: Katalin Tuschák؛ زادهٔ ۱۳ ژوئن ۱۹۵۹) شمشیرباز زن اهل مجارستان است.
وی در مسابقات کشوری و بین‌المللی در مجموع برندهٔ ۱ مدال برنز شده‌است.